# Girls Demand Excitement
Pour plus de détails, voir Fiche technique et Distribution.
Girls Demand Excitement est un film américain réalisé par Seymour Felix, sorti en 1931.

## Synopsis
Peter Brooks est à la tête d'un groupe d'étudiants qui lutte contre la présence d'étudiantes à l'université. Il va se trouver opposé à Joan Madison à ce sujet, mais ils finiront par tomber amoureux...

## Fiche technique
- Titre original : Girls Demand Excitement
- Réalisation : Seymour Felix
- Scénario : Harlan Thompson
- Décors : Jack Schulze
- Costumes : Sophie Wachner
- Photographie : Charles G. Clarke
- Son : Eugene Grossman
- Montage : Jack Murray
- Production associée : Ralph Block
- Société de production : Fox Film Corporation
- Société de distribution : Fox Film Corporation
- Pays d'origine :  États-Unis
- Langue originale : anglais
- Format : noir et blanc — 35 mm — 1,37:1 — son Mono (Western Electric System)
- Genre : Comédie dramatique
- Durée : 69 minutes
- Dates de sortie :  États-Unis : 8 février 1931

## Distribution
- Virginia Cherrill : Joan Madison
- John Wayne : Peter Brooks
- Marguerite Churchill : Miriam
- Edward J. Nugent : Tommy
- Helen Jerome Eddy : Gazella Perkins
- Terrance Ray : Sheik Nevins
- Martha Sleeper : Harriet Mundy
- William Janney (en) : Freddie
- Ralph Welles : Simeon
- George Irving : M. Madison
- Winter Hall : le doyen de l'université
- Marion Byron : Margery